# NGC 3116
NGC 3116 في الفهرس العام الجديد، هي مجرة، تقع في كوكبة الأسد الأصغر. اكتشفت في 10 مارس 1886 بواسطة يوهان بليسا.

## روابط خارجية
- NGC 3116 على موقع ويكي سكاي: DSS2, SDSS, GALEX, IRAS, Hydrogen α, X-Ray, Astrophoto, Sky Map, Articles and images